# 紙箱戰機系列LBX列表
紙箱戰機 LBX列表是介紹「紙箱戰機」系列（《紙箱戰機》、《紙箱戰機W》及《紙箱戰機WARS》）中出現的LBX。

## 概要
- LBX

LBX全名為Little Battler eXperience，意思是「小小戰士的體驗」，是由Tiny Orbit公司所開發的小型戰鬥機器人。
在過去，由於擁有太過強力的性能，被視為危險的玩具而被迫停止販售。
後來因強化紙箱的面世，LBX才可得以販售，令LBX在小孩子之間形成了一股熱潮。
LBX主要由核心骨架﹑分裝裝甲及武器所構成。
- 核心骨架

核心骨架為LBX的內部框架，配備著馬達﹑電池及CPU等重要零件，透過安裝不同的零件而強化LBX的性能。
- CPU

CPU為LBX的核心儲存器。
當LBX不斷進行對戰後，數據就會記錄到CPU裡，從而產生出新的必殺技。
- 分裝裝甲

分裝裝甲為LBX的外部裝甲，主要是用作保護LBX的核心骨架，分裝裝甲大致分為頭部﹑胸部﹑左手﹑右手及腳部五種裝甲。
而分裝裝甲亦有不同的種類，如重視能力平衡的騎士型（Knight Frame）﹑重量級的搏擊型（Brawler Frame）﹑輕量級的強襲型（Strider Frame）﹑腳部改良過的戰車型（Panzer Frame）及獸人般的猛獸型（Wild Frame）。
LBX可自由安裝不同的裝甲創造出獨一無二的LBX。
- 武器

LBX以不配備武器作對戰的，稱為「素手」。
同時地，LBX可配備不同的武器作對戰，如劍﹑槍﹑苦無﹑斧﹑單手槍﹑雙手槍﹑大炮﹑武器腕等。

## 第1季

### 企業、團體製造
亦稱「迷你軌道」。原本是生產集成電路的公司，不過由於LBX的開發，公司急速發展，促使成為了最出名的LBX製造商。
- 阿基里斯（Achilles）

為山野阪專用的騎士型LBX，由LBX核心骨架「AX-00」配備「阿基里斯」裝甲而成的LBX。
LBX「阿基里斯」裝甲是由「J」（山野淳一郎）所設計，有最新式的瞄準回路及解決了裝甲部分過熱問題的絕妙電路，稱得上超越科技的LBX設計。
能發動「V模式（V Mode）」，全身會變身金黃色，力量及速度都會被提升至超越對手的水平，但起初在發動「V模式（V Mode）」時，由於「V模式（V Mode）」的發動程序，是自主行動型LBX「精靈」的試驗程序，因此會失去控制的胡亂攻擊，但後來在比斯達斯地下賽中對戰仙道時，宇崎悠介將「V模式（V Mode）」的控制程序輸進了LBX「阿基里斯」的CPU中才得以操控。後來在阿提密斯決賽時被海道金的帝王的自爆程式所破壞，正式退役。
武器：槍「阿基里斯之槍（Achilles Gun）」
槍「阿基里斯之槍（Achilles Lance）」
　　　盾「阿基里斯之盾（Achilles Shield）」
　　　劍「闊劍（Broad Sword）」
　　　盾「方形盾（Square Shield）」（比斯達斯地下賽中對戰使用一次）
槍「鋼鐵棍（Koutetsukon）」（阿提密斯決賽中使用一次）
攻擊技：「閃光槍（Lightning Lance）」
　　　　「旋風劍（Sword Cyclone）」（單劍時使用，比斯達斯地下賽中對戰使用一次）
　　　　「超電漿爆擊（Chou Plasma Burst）」
- 奧丁（Odin）

為山野阪專用的可變騎士型LBX，由LBX核心骨架「VX-13」配備「奧丁」裝甲而成的LBX，LBX「阿基里斯」的繼任機。
由山野淳一郎設計，擁有變形為飛行模式的機能，其飛行速度更是高達音速，腹部有個空間可以放置白金膠囊，在設計的理念上跟LBX「阿基里斯」一樣。
能發動比LBX「阿基里斯」的「V模式（V Mode）」更強的「終極模式（Extreme Mode）」，全身會變身金黃色，力量及速度都會被提升至超越對手的水平。
其設計圖是在阿爾特美斯大賽決賽中，被山野淳一郎輸進LBX「阿基里斯」體內的白金膠囊里面，然後在解讀白金膠囊時被發現。在W動畫第1話被阿基里斯契約者打壞而送往tiny orbit社修理，後來在W動畫第48話因被維克塔奪走操控權而被青島和也使用阿基里斯契約者以神光之槍擊毀，正式退役。
武器：雙頭槍「復仇者（Retaliator）」
　　　雷射盾「雷射衛兵（Beam Guarder）」（後期添加裝備）
攻擊技：「永恆之槍（Gungnir）」
　　　　「閃光槍（Lightning Lance）」
　　　　「超電漿爆擊（Chou Plasma Burst）」
　　　　「噴流衝擊（JET Striker）」（飛行模式時使用）
- 獵人（Hunter）

為青島和也專用的狙擊狂野型LBX。
LBX「獵人」是裝備著遠距離高精度瞄準技能的LBX，跟LBX「阿基里斯」一樣是由山野淳一郎設計出來。
武器：狙擊槍「獵人步槍（Hunter Rifle）」
攻擊技：「尖刺飛彈（Stinger Missile）」
- 芬里爾（Fenrir）

為青島和也專用的狙擊狼型LBX，LBX「獵人」的繼任機。
原本是山野淳一郎為了保護美塔納斯GX內的白金膠囊解讀密碼而設計出來的虛擬LBX，同時也是以作為LBX「獵人」的後繼機體為基礎設計出來的虛擬LBX，後來在山野阪和青島和也讓LBX「奧丁」和LBX「獵人」數據化成虛擬LBX，並透過無限網路入侵美塔納斯GX時，其數據被奧特克羅斯儲存，並傳送給宇崎悠介，之後再讓宇崎悠介以TINY ORBIT的技術藉由奧特克羅斯傳送的數據製作出來的，它的性能在各方面均優勝於LBX「獵人」。
武器：狙擊槍「統領步槍（Dominion Rifle）」
　　　匕首「影子匕首（Shadow Dagger）」（僅於秋葉原王國大賽中使用一次）
攻擊技：「鷹眼狙擊（Hawkeye Drive）」
- 潘朵拉（Pandora）

原為宇崎悠介專用的強襲型LBX，後來成為川村亞美專用的LBX。
亞美把LBX「潘朵拉」由白色塗成桃紅色。
武器：苦無「希望之刃（Hope Edge）」
攻擊技：「蒼拳亂擊（Souken-Rangeki）」
- 勇士（Warrior）

為青島和也使用的戰士型LBX。
市面上的LBX「勇士」一般為白色，而青島和也的LBX「勇士」為綠色。
武器：劍「闊劍（Broad Sword）」
　　　盾「輕圓盾（Light Buckler）」
攻擊技：「三叉戟（Trident）」（單槍時使用）
- 角鬥士（Gladiator）

為青島和也及北島小次郎使用的戰士型LBX，是LBX「勇士」的强化型。
市面上的LBX「角鬥士」一般為藍白色，而北島小次郎的LBX「角鬥士」為紅白色。
武器：劍「短劍（Gradius）」
　　　盾「圓盾（Round Shield）」
- 女王（Queen）

為矢澤莉子使用的飄浮型LBX。
市面上的LBX「女王」一般為藍白色，而矢澤莉子的LBX「女王」為紅白色。
武器：手槍「女王之心（Queen's Heart）」
攻擊技：「優雅導彈（Grace Missile）」
- 亞馬遜（Amazoness）

為三影美香使用的戰士型LBX。
市面上的LBX「亞馬遜」一般為黃色，而三影美香的LBX「亞馬遜」為藍色。
武器：槍「推崇者（Partisan）」
　　　盾「硬圓盾（Hard Buckler）」
攻擊技：「步兵方陣（Phalanx）」
- 沙拉曼蛇（Salamander）

為猛獸型LBX。
武器：爪「金屬之爪（Metal Knuckle）」
- G．雷克斯（G Lex）

為檜山蓮專用的猛獸型LBX，原型機為LBX「沙拉曼蛇」。
武器：爪「燃燒之爪（Burn Knuckle）」
攻擊技：「加特林爪擊（Gatling Bullet）」
- 小丑（Joker）

為仙道大樹專用的強襲型LBX。
武器：鐮刀「小丑之魂（Joker's Soul）」
攻擊技：「死神颶刃（Death Scythe Hurricane）」
- 小丑MK-2（Joker MK-2）

為仙道大樹專用的強襲型LBX，是LBX「小丑」的強化型。
武器：鐮刀「小丑之魂（Joker's Soul）」
攻擊技：「死神颶刃（Death Scythe Hurricane）」
- 夢魘（Nightmare）

為仙道大樹專用的強襲型LBX，是LBX「小丑」的強化型。
武器：大權杖「夢魘之魂（Nightmare's Soul）」
攻擊技：「死神颶刃（Death Scythe Hurricane）」
是國內最大的重機械製造商，曾傳出有秘密製造武器的新聞。
- 帝王（The Emperor）

為海道金專用的騎士型LBX。
可以在幾秒鐘內足以摧毀LBX的作戰能力。
武器：大鐵錘「泰坦尼亚（Titania）」
攻擊技：「凱薩衝擊（Impact Kaisar）」
- 帝王M2（Emperor M2）

為海道金專用的騎士型LBX，是LBX「帝王」的強化型。
已更換為最高品質的CPU，性能也整體上升。
武器：大鐵錘「帝王火箭砲（Emperor Launcher）」
攻擊技：「凱薩衝擊（Impact Kaisar）」
- 審判者（Judge）

為灰原裕也專用的戰士型LBX。
武器：劍「審判者之劍（Judge's Sword）」
　　　盾「真實守護者（True Protector）」
攻擊技：「能量斬擊（Power Slash）」
- 埃及（Egypt）

為青島和也使用的戰士型LBX，由神谷重工所開發的。
青島和也在某露天商店中的得到的LBX，慬得發放出催眠術。
武器：刀「尼羅河之刀（Nile Blade）」
- 阿努比斯（Anubis）

由神谷重工所開發的戰士型LBX，是LBX「埃及」的量產型。
武器：刀「法老之刀（Pharaoh Blade）」
- 刺客（Assassin）

由神谷重工業所開發的狙擊型LBX。
擅長遠距離狙撃，專門用於暗殺。
武器：狙擊槍「處刑狙擊槍（Executioner）」
- 因比特（Inbit）

由神谷重工業所開發的無人操縱型LBX。
武器：武器腕「因比特之腕（Inbit Arm）」
- 迪庫（Deqoo）

由神谷重工業所開發的士兵型LBX。
武器：散彈槍「散彈槍（Scatter Gun）」
　　　劍　　「破刃劍（Heavy Sword）」
　　　盾　　「整潔之盾（Tidy Shield）」
- 炮戰型迪庫（Deqoo Cannon Type）

由神谷重工業所開發的炮戰型LBX。
武器：加農砲「蓮空加農砲之腕（Deqoo Cannon Arm）」
　　　盾　　「電磁盾（Electromagnetic Shield）」
- 輕裝型迪庫（Deqoo Light Type）

由神谷重工業所開發的輕裝型LBX。
武器：散彈槍「散彈槍（Scatter Gun）」
- 監視型迪庫（Deqoo Recon Type）

由神谷重工業所開發的監視型LBX。
武器：來福槍「AMB來福槍（AMB Rifle）」
- 迪庫Ace（Deqoo Ace）

為真野晶子使用的指揮官型LBX。
武器：左輪手槍「捕捉左輪手槍（Snap Revolver）」
　　　雷射槍　「神光之槍（Luminous Shooter）」（後期添加裝備）
- 迪庫改（Deqoo Kai）

為細井將志及矢壁塀太使用的士兵型LBX。
武器：火箭砲「火箭砲（Rocket Launcher）」
　　　機關槍「重型機關槍（Heavy Machine Gun）」
- 月光丸（Gekkoumaru）

為海道義光專用的武將型LBX。
武器：刀「村正（Muramasa）」
攻擊技：「月華亂舞（Gekka-Ranbu）」
- 大將（General）

為八神英二專用的將校型LBX。
武器：來福槍「弓箭手來福槍（Archer Rifle）」
　　　盾　　「大將之盾（General Shield）」
　　　雷射槍「神光之槍（Luminous Shooter）」（後期添加裝備）
- 總指揮官（Master Command）

為紅色部隊專用的自主行動型LBX。
武器：加特林火神砲「加特林殺手（Gatling Killer）」
- 凱撒（AX-02）（Kaiser（AX-02））

為海道義光專用的AI搭載型LBX，能藉由戰鬥來學習並且強化自身的戰鬥技巧。
武器：軍刀「帝國之刀（Imperial Blade）」
- 精靈（AX-03）（Fairy（AX-03））

是革新者製造出來的自主行動型LBX，山野坂專用的LBX核心骨架「AX-00」是它的試做型，能藉由戰鬥來學習並且強化自身的戰鬥技巧。
體內搭載百萬噸級的超小型炸彈「橡子」，而且還可以使用光學迷彩隱型。
武器：衝鋒槍「雷射衝鋒槍（Beam Submachine Gun）」
- 路西法（Lucifer）

為神谷浩介專用的戰士型LBX，同時擁有天使與魔鬼的兩副面孔。
能發動「熾天使模式（Seraphic Mode）」，自身的異常狀態將會完全失效和光屬性攻擊完全無效。
武器：劍「天堂之刃（Heaven's Edge）」
　　　盾「天帝復仇之盾（Creator Nemesis Shield）」
攻擊技：「惡魔之劍（Devil Sword）」
　　　　「熾天使之翼（Seraphic Wing）」
亦稱「網絡之矛」，原本是IT企業。雖然在LBX開發的市場佔有率不及TINY ORBIT公司，但技術並不下於TINY ORBIT公司。
- 女忍者（Kunoichi）

為川村亞美及北島沙希使用的強襲型LBX。
市面上的LBX「女忍者」一般為紫色，而川村亞美的LBX「女忍者」為桃紅色，北島沙希的LBX「女忍者」為黃綠色。
武器：苦無「樹林（Kodachi）」
　　　長刀「薙刀斬鐵（Naginata Zantetsu）」（北島沙希機使用）
攻擊技：「旋風（Tsumuji-Kaze）」
- 狂狗（Mad Dog）

為鹿野銀二使用的變色龍型LBX。
市面上的LBX「狂狗」一般為紫色，而鹿野銀二的LBX「狂狗」為綠色。
武器：武器腕「狂狗之腕（Mad Dog Arm）」
- 納茲（Nazu）

為龜山鐵男使用的水陸兩用型LBX。
市面上的LBX「納茲」一般為棕色，而龜山鐵男的LBX「納茲」為藍色。
武器：武器腕「納茲之腕（Nazu Arm）」
- 武者（Musha）

為山野阪使用的戰士型LBX。
武器：刀「斬馬刀（Zanbato）」
- 甲士（Kabuto）

為檜山蓮使用的武將型LBX，LBX「武者」的改良型。
武器：大鐵錘「甲士之錘（Kabuto Hammer）」
- 奧爾特加（Ortega）

以三角形的設計與基調的戰士型LBX。
市面上的LBX「奧爾特加」一般為紫色，而北美LBX大賽冠軍的阿提蜜斯參賽者的LBX「奧爾特加」為灰色。
武器：斧頭「巨人之斧（Gigant Axe）」
- 芝諾（Zenon）／原型芝諾（Proto Zenon）

為海道金專用的騎士型LBX，是由CYBER LANCE開發的最新型LBX，號稱是超越當時所有LBX的「次世代LBX」。
起初海道金所持有的是測試用的原型機，於動畫第37話才使用完全版的正式機體，指令處理速度是一般LBX的七倍，是沒辦法用一般的CCM遙控器來操控的，必須使用CYBER LANCE所開發的高性能CCM遙控器才能操控。
能發動「變異模式（Alternative Mode）」，力量及速度都會被提升至超越對手的水平。
與LBX「阿基里斯」的「V模式（V Mode）」和LBX「奧丁」的「終極模式（Extreme Mode）」不同的是，前兩者發動時機體會變成金黃色，而LBX「芝諾」的「變異模式（Alternative Mode）」則是變成藍色。
武器：大斧槍「芝諾之斧槍（Zenon Halberd）」（芝諾使用）
　　　大斧槍「奧伯倫（Oberon）」（原型芝諾使用）
攻擊技：「凝聚爆破（Break Gazer）」
　　　　「奧米加大爆炸（ΩExplosion）」
亦稱「普羅米修斯」，原本是一個汽車製造商。專製作重機型LBX，核心部件也得到公認。
- 布魯德（Buld）

為大口寺龍使用的戰車型LBX。
市面上的LBX「布魯德」一般為綠色的，而大口寺龍的LBX「布魯德」為橙紅色的。
大口寺龍將自己的LBX「布魯德」改造了，追蹤機能加強至原本的三倍。
武器：斧頭「布魯德之斧（Buld Axe）」
攻擊技：「地震（Earthquake）」
- 布魯德改（Buld Kai）

為大口寺龍使用的戰車型LBX，LBX「布魯德」的改良型。
市面上的LBX「布魯德改」一般為紫色的，而大口寺龍的LBX「布魯德改」為橙紅色的。
由於大口寺龍的LBX「布魯德」被矢澤莉子的LBX「女王」及龜山鐵男的LBX「納茲」破壞了，所以大口寺龍買了新的LBX「布魯德改」。
LBX「布魯德改」的腳部由原本LBX「布魯德」的履帶式改為四車輪式。
武器：大鐵錘「鐵鎚（Iron Hammer）」
- 泰坦（Titan）

為戰車型LBX。
市面上的LBX「泰坦」一般為綠色，而北美LBX大賽冠軍的阿提蜜斯參賽者的LBX「泰坦」為棕色。
武器：鑽頭「泰坦鑽頭（Titan Drill）」
- 破壞王（Hakai-O）

為郷田半藏專用的獅子型LBX。
武器：劍「破岩刃（Haganjin）」
攻擊技：「我王砲（Gao Cannon）」
- 破壞者（Hakaigar）

為獅子型LBX，是LBX「破壞王」的量產型。
武器：劍「破岩刃（Haganjin）」
攻擊技：「我王砲（Gao Cannon）」
- 破壞王絕斗（Hakai-O Zetto）

為郷田半藏專用的獅子型LBX，是LBX「破壞王」的強化型。
武器：劍「絕．破岩刃（Zetsu Haganjin）」
攻擊技：「超我王砲（Cho Gao Cannon）」

### 個人製造
- AX-00（AX-00）

為山野阪專用的LBX核心骨架。
石森里奈在被神秘組織（革新者）追趕時，交給山野阪的新型LBX核心骨架。
擁有比其他LBX強勁的性能，是革新者製造的自主型LBX「精靈」的試做型。
LBX核心骨架「AX-00」內有由山野淳一郎發明的「白金膠囊」。
武器：槍「鋼鐵棍（Koutetsukon）」
　　　槍「迅雷棍（Thunderclap Staff）」（訓練用）
- 假面劍士J（Masquerade J）

為神秘的蒙面男子假面J（山野淳一郎）專用的强襲型LBX。
武器：長劍「決鬥西洋劍（Duel Rapier）」
攻擊技：「劍刃風暴（Storm Sword）」
- ZX3一號機（ZX3 Build 01）

奧特克羅斯專用的LBX，能與ZX3二號機、ZX3三號機合體成「完美ZX3」。
武器：手槍「Z噴擊槍（Z Spreader）」
　　　盾　「Z後衛（Z Defender）」
- ZX3二號機（ZX3 Build 02）

奧特克羅斯專用的LBX，能與ZX3一號機、ZX3三號機合體成「完美ZX3」。
武器：斧頭「Z戰斧（Z Tomahawk）」
- ZX3三號機（ZX3 Build 03）

奧特克羅斯專用的LBX，能與ZX3一號機、ZX3二號機合體成「完美ZX3」。
武器：槍「Z標槍（Z Javelin）」
- 完美ZX3（Perfect ZX3）

奧特克羅斯專用的合體型LBX，由LBX「ZX3一號機」、LBX「ZX3二號機」、LBX「ZX3三號機」合體而成。
後來成為奧特紅戰士專用的LBX。
武器：劍「合體劍（Union Sword）」
攻擊技：「究極十字閃電（Mega Thunder Cross）」
- 比必鳥Ｘ（Bibinbird X）

奧特戰隊專用的LBX，每位成員使用的比必鳥Ｘ的顏色都不一樣。
武器：手槍　「比必鳥槍（Bibinbird Gun）」
　　　雷射槍「神光之槍（Luminous Shooter）」（後期添加裝備）
攻擊技：「狂暴旋風（Crazy Cyclone）」
　　　　「雨水子彈（Rain Bullet）」
- 灰女僕（Grey Maid）

黑客軍團專用的女僕型LBX。
武器：來福槍「突擊SR3（Assault SR3）」
- 紅絲帶（Red Ribbon）

黑客軍團領導人山貓專用的女僕型LBX，是LBX「灰女僕」的強化型。
武器：來福槍「突擊AR5S（Assault AR5S）」
- 綠絲帶（Green Ribbon）

黑客軍團領導人軍曹專用的女僕型LBX，是LBX「灰女僕」的強化型。
武器：來福槍「突擊AR5S（Assault AR5S）」
- 藍絲帶（Blue Ribbon）

黑客軍團領導人墨角蘭專用的女僕型LBX，是LBX「灰女僕」的強化型。
武器：來福槍「突擊AR5S（Assault AR5S）」
- 阿波羅凱撒（Apollo Kaiser）

王者大師（Master King）專用的黃金戰士型LBX，又稱「太陽神」。
速度極高，極不容易被擊中，同時攻擊技「神速劍」威力極高，但使用攻擊技後一定時間內進入硬直狀態。
武器：劍「英雄之劍（Hero Sword）」
攻擊技：「神速劍（Sinsoku Ken）」
- 伊弗利特（Ifreet）

第一季的最終反派機體，為檜山蓮專用的猛獸型LBX。
CPU能理解檜山蓮的絕望、悲傷、憤怒和仇恨，造成失控，被稱為如火焰的怪物。
能發動「煉獄模式（Inferno Mode）」，在自身周圍產生火焰和增加火焰的攻擊力，火屬性攻擊完全無效。
攻擊技：「原焰焚燒拳（Varsodas）」
　　　　「烈焰襲擊（Prominence Raid）」

## 第2季（W）

### 個人製造
- 柏修斯（Perseus）

為大空弘專用的騎士型LBX，能與艾利西昂、密涅瓦合體成「Σ奧比斯」。
能發動「強襲模式（Strike Mode）」，全身會變身藍色，其模式會加強LBX「柏修斯」的行動速度。
武器：劍「柏修斯之劍（Perseus Sword）」
攻擊技：「宇宙斬擊（Cosmo Slash）」
　　　　「能量斬擊（Power Slash）」（單劍時使用）
可和LBX「艾利西昂」交換武器使出攻擊技：「神聖之槍（Holy Lance）」
- 艾利西昂（Elysion）

為山野阪專用的騎士型LBX，能與柏修斯、密涅瓦合體成「Σ奧比斯」。
能發動「騎士模式（Knight Mode）」，全身會變身金黃色，其模式會加強LBX「艾利西昂」的防禦力，並在使用盾進行檔格時會產生防護罩。
武器：斧槍「艾利西昂之斧槍（Elysion Halberd）」
　　　盾　「艾利西昂之盾（Elysion Shield）」
攻擊技：「神聖之槍（Holy Lance）」
　　　　「劍刃風暴（Storm Sword）」（使用單劍柏修斯之劍時使用）
可和LBX「柏修斯」交換武器使出攻擊技：「宇宙斬擊（Cosmo Slash）」
- 密涅瓦（Minerva）

為花咲蘭專用的強襲型LBX，能與柏修斯、艾利西昂合體成「Σ奧比斯」。
能發動「烈焰模式（Burning Mode）」，全身會變身火紅色，其模式會加強LBX「密涅瓦」的攻擊力。
武器：爪「密涅瓦之爪（Minerva Claw）」
攻擊技：「烈焰崩擊（Homura-Kuzushi）」
　　　　「蒼拳亂擊（Souken-Rangeki）」
- Σ奧比斯（ΣOrbis）

為大空弘、山野阪、花咲蘭專用的合體型超級LBX，由LBX「柏修斯」、LBX「艾利西昂」、LBX「密涅瓦」合體而成。
由大空弘、山野阪、花咲蘭同時操作，三人分別負責攻擊、機身控制、防御。
武器：雷射來福槍「Σ雙重衝擊波（ΣTwin Blaster）」
　　　雷射盾　　「Σ衛兵（ΣGuarder）」
攻擊技：「Σ電光劍（ΣDrive Sword）」
- 伊卡洛斯．強襲型（Ikaros Force）

為大空弘專用的騎士型LBX，以LBX「原型機•I」為基礎開發，加上LBX「柏修斯」的戰鬥能力製成。
擁有高次元多關節結構，可變形成武器形態（重劍），成為LBX「伊卡洛斯．零式」的攻擊技「隕石破裂斬（Meteor Breaker）」的手持武器。
可以在空中和宇宙單體飛行。
在第56話，灰原勇也臨時借用LBX「伊卡洛斯．強襲型」代替LBX「劉備」。
武器：刀「天威之刀（Force Blade）」
　　　劍「武之劍（Takeshi Sword）」〈第56話使用）
　　　盾「鏡之盾（Kagami Shield）」〈第56話使用）
攻擊技：「雙零劍斬（00 Sword）」（必須與LBX「伊卡洛斯．零式」同時使用）
　　　　「宇宙斬擊（Cosmo Slash）」
　　　　「大爆炸斬擊（Bigbang Slash）」（在電影中使用）
　　　　「暴風雨之刀（Tempest Blade）」（在電影中使用）
　　　　「能量斬擊（Power Slash）」〈第56話使用）
- 伊卡洛斯．零式（Ikaros Zero）

為山野阪專用的騎士型LBX，以LBX「原型機•I」為基礎開發，加上LBX「艾利西昂」的戰鬥能力製成。
擁有高次元多關節結構，可變形成武器形態（雙劍），成為LBX「伊卡洛斯．強襲型」的攻擊技「雙零劍斬（00 Sword）」的手持武器。
可以在空中和宇宙單體飛行。
在第56話，海道金臨時借用LBX「伊卡洛斯．零式」代替LBX「海神特靈頓」。
武器：雙頭槍「零式之槍（Zero Lance）」
　　　盾　　「零式之盾（Zero Shield）」
　　　大鐵錘「海馬之錨（Seahorse Anchor）」〈第56話使用）
攻擊技：「隕石破裂斬（Meteor Breaker）」（必須與LBX「伊卡洛斯．強襲型」同時使用）
　　　　「神聖之槍（Holy Lance）」
　　　　「輝煌射線（Glorious Ray）」（在電影中使用）
　　　　「雷電爆擊（Thunder Burst）」（在電影中使用）
　　　　「凱薩衝擊（Impact Kaisar）」〈第56話使用）
- 密涅瓦改（Minerva Kai）

為花咲蘭專用的強襲型LBX，是LBX「密涅瓦」的強化型。
機身各部位增設很多推進器，可以在空中和宇宙單體飛行。
此外，武器腕還新增加射擊槍的功能。
武器：武器腕「密涅瓦打擊（Minerva Strike）」
攻擊技：「究極烈焰崩擊（Homura-Kuzushi Kiwami）」
　　　　「隕石攻擊（Meteor Strike）」（在電影中使用）
　　　　「雷神拳（Raijinken）」（在電影中使用）
- 奥雷基昂

為山野淳一郎博士集合所有LBX技術開發而成的終極可變騎士型LBX，以阿基里斯、奧丁、獵人、破壞王、柏修斯、艾利西昂、密涅瓦等優點集於一身，以究極的原型LBX「AX-000」為母體，搭載永動機作為永久能源。
原本是以對抗米澤爾為手段而開發的LBX，原本為山野阪專用的LBX，後來被米澤爾使用「幽靈劫持」奪走，之後成為米澤爾專用的LBX。
武器：槍「軍團之槍（Legion Lance）」
　　　盾「軍團之盾（Legion Shield）」
攻擊技：「永恒之枪（Gungnir）」
　　　　「噴流衝擊（JET Striker）」（飛行模式時使用）
　　　　「刺針飛彈（Stinger Missile）」
　　　　「我王砲（Gao Cannon）」
- 阿基里斯D9（Achilles D9）

原本為山野阪專用的LBX，但山野阪把LBX「阿基里斯D9」送給大空弘，之後成為大空弘專用的騎士型LBX，搭載永動機作為永久能源。
能發動「WV模式（WV Mode）」，力量及速度都會被提升至超越對手的水平。
武器：巨劍「高級克萊爾（Hauteclaire）」
　　　輕劍「迪朗達爾（Durandal）」
遊戲中亦可將雙劍/雙電鋸切換成大鐵鎚。
攻擊技：「大真空斬（Dai Shinkuuzan）」（在電影中使用）
　　　　「大爆炸斬擊（Bigbang Slash）」
　　　　「飛劍浮游砲（Sword Bit）」
　　　　「雙重射線之翼（Double Ray Wing）」（必須與LBX「奧丁MK-2」同時使用）
- 奧丁MK-2（Odin MK-2）

為山野阪專用的可變騎士型LBX，搭載永動機作為永久能源。
能發動「WX模式（WX Mode）」，力量及速度都會被提升至超越對手的水平。
武器：雙頭槍「流浪者（Restraighter）」
　　　雷射盾「新雷射衞兵（Neo Beam Guarder）」
攻擊技：「永恒之枪（Gungnir）」（在電影中使用）
　　　　「輝煌射線（Glorious Ray）」
　　　　「雙重射線之翼（Double Ray Wing）」（必須與LBX「阿基里斯D9」同時使用）
理論上該機體也可使出噴流衝擊
- ZX3一號機（ZX3 Build 01）

奧特克羅斯專用的LBX，能與ZX3二號機、ZX3三號機合體成「完美ZX3」。
武器：手槍「Z噴擊槍（Z Spreader）」
　　　盾　「Z後衛（Z Defender）」
- ZX3二號機（ZX3 Build 02）

奧特克羅斯專用的LBX，能與ZX3一號機、ZX3三號機合體成「完美ZX3」。
武器：斧頭「Z戰斧（Z Tomahawk）」
- ZX3三號機（ZX3 Build 03）

奧特克羅斯專用的LBX，能與ZX3一號機、ZX3二號機合體成「完美ZX3」。
武器：槍「Z標槍（Z Javelin）」
- 完美ZX3（Perfect ZX3）

奧特克羅斯專用的合體型LBX，由LBX「ZX3一號機」、LBX「ZX3二號機」、LBX「ZX3三號機」合體而成。
後來成為御宅紅戰士專用的LBX。
武器：劍「合體劍（Union Sword）」
攻擊技：「究極十字閃電（Mega Thunder Cross）」
- 完美ZX4（Perfect ZX4）

奧特克羅斯專用的合體型LBX，是LBX「完美ZX3」的強化型。
武器：劍「合體劍II（Union Sword II）」
攻擊技：「究極十字閃電（Mega Thunder Cross）」
- 合身鳥Ｘ（Bibinbird X）

奧特戰隊專用的LBX，每位成員使用的合身鳥Ｘ的顏色都不一樣。
武器：手槍　「合身鳥槍（Bibinbird Gun）」
　　　雷射槍「神光之槍（Luminous Shooter）」（後期添加裝備）
攻擊技：「狂暴旋風（Crazy Cyclone）」
　　　　「雨水子彈（Rain Bullet）」
- 合身鳥金（Bibinbird Gold）

奧特金戰士專用的LBX。
武器：劍「合身鳥劍（Bibinbird Sword）」
- 合身鳥銀（Bibinbird Sliver）

奧特銀戰士專用的LBX。
武器：火箭砲「合身鳥火箭砲（Bibinbird Lanucher）」
- 吸血貓（Vampire Cat）

為古城飛鳥專用的騎士型LBX。
LBX「吸血貓」是古城武為古城飛鳥製作的心血結晶。
其設計概念是和市面上的LBX相當不同。
武器：矛「三頭矛（Triple Head Spear）」
攻擊技：「魔鬼靈魂（Devil Soul）」
　　　　「鯨魚加農炮（Whale Cannon）」（在電影中使用）
- 火焰芬里爾（Fenrir Flare）

為風摩桐戶專用的狼型LBX，為LBX「芬里爾」的近身戰改良型。
是由宇崎拓也贈送的LBX「芬里爾」改造而成，近身戰能力上升和採用紅色塗裝。
武器：劍　　「火焰劍（Flame Sword）」
　　　盾　　「鑽石盾（Diamond Shield）」
　　　雷射槍「神光之槍（Luminous Shooter）」（後期添加裝備）
攻擊技：「X十字斬（X Blade）」
- 維克塔（Vector）

為米澤爾專用的駭客型LBX，擁有在觸摸LBX後搶奪LBX控制權「幽靈劫持」的能力。
可以同時封鎖LBX「伊卡洛斯．零式」和LBX「火焰芬里爾」的攻擊，LBX「伊卡洛斯．零式」的攻擊技「隕石破裂斬（メテオブレイカー，Meteor Breaker）」的直撃也沒有明顯的損傷。
令人驚異的是，核心骨架框架內部沒有配備馬達﹑電池及CPU等主要零件。
武器：劍「維克塔之劍（Vector Sword）」
　　　斧「維克塔之斧（Vector Axe）」
　　　槍「維克塔之槍（Vector Gun）」
- 米澤爾奧雷基昂（Mizel O-Legion）

W的最終反派機體，為米澤爾專用的騎士型LBX，為了對抗LBX「阿基里斯D9」和LBX「奧丁MK-2」而由米澤爾自行改造的LBX。
機身各部位全結晶化，能量場覆蓋著全身，在頭部增加了遮陽板。
能同時、永久發動「強襲模式（Strike Mode）」、「騎士模式（Knight Mode）」和「烈焰模式（Burning Mode）」。
武器：刀「軍團軍刀（Legion Saber）」
　　　盾「軍團衞兵（Legion Guarder）」
攻擊技：「噴流衝擊（JET Striker）」（飛行模式時使用）
　　　　「刺針飛彈（Stinger Missile）」
　　　　「我王砲（Gao Cannon）」
　　　　「世界末日（World End）」（在遊戲中敵人使用）

### 企業、團體製造
- 阿基里斯．契約者（Achilles·Deed）

為騎士型LBX，以LBX「阿基里斯」為基礙開發的強化版。
原本是2051年中TINY ORBIT公司的主要銷售產品，後來由於被「探測者」發動LBX暴走事件而奪走，成為「探測者」首領（山野淳一郎）專用的LBX，之後成為青島和也專用的LBX。
配備小型飛行背包，可以在空中和宇宙單體飛行。
能發動「惡魔模式（Demonic Mode）」，全身會變身深紅色，力量及速度都會被提升至超越對手的水平。
武器：雷射槍「黑暗射手（Dark Shooter）」
　　　盾　　「黑暗之盾（Dark Shield）」
　　　雷射槍「神光之槍（Luminous Shooter）」（後期添加裝備）
攻擊技：「黑色風暴（Black Storm）」
- 奧丁（Odin）

為山野阪專用的可變騎士型LBX，由LBX核心骨架「VX-13」配備「奧丁」裝甲而成的LBX，LBX「阿基里斯」的繼任機。
LBX叛亂時被LBX「阿基里斯．契約者」重創。
（PSP/PSV遊戲中被宇崎拓也回收，並改造成LBX「奧丁MK-2」。）
當TINY ORBIT公司被LBX「維克塔」佔領時，正在維修的LBX「奧丁」被LBX「維克塔」使用「幽靈劫持」奪走，結果在沒辦法的情況下，再被LBX「阿基里斯．契約者」擊毀。於WARS特別篇中已修理完畢，並被阪使用於與新和無樂的戰鬥。
武器：雙頭槍「復仇者（Retaliator）」
　　　雷射盾「雷射衛兵（Beam Guarder）」
攻擊技：「永恆之槍（Gungnir）」
- 芬里爾（Fenrir）

為青島和也專用的狙擊狼型LBX，LBX「獵人」的繼任機。
LBX叛亂時被擊毀。
武器：狙擊槍「統領步槍（Dominion Rifle）」
攻擊技：「鷹眼狙擊（Hawkeye Drive）」
- 潘朵拉（Pandora）

為川村亞美專用的強襲型LBX。
LBX叛亂時被擊毀，後來霧野紗枝送上重新製作的白色LBX「潘朵拉」。
武器：苦無「希望之刃（Hope Edge）」
攻擊技：「蒼拳亂擊（Souken-Rangeki）」
- 夢魘（Nightmare）

為仙道大樹專用的強襲型LBX，是LBX「小丑」的強化型。
有份參加A國舉行的亞提密斯大賽。
武器：大權杖「夢魘之魂（Nightmare's Soul）」
攻擊技：「死神颶刃（Death Scythe Hurricane）」
- 破壞王絕斗（Hakai-O Zetto）

為郷田半藏專用的獅子型LBX，是LBX「破壞王」的強化型。
有份參加A國舉行的亞提密斯大賽。
武器：劍「絕．破岩刃（Zetsu Haganjin）」
攻擊技：「超我王砲（Cho Gao Cannon）」
- 布魯德（山野阪專用）（Buld (Yamano Ban's Custom)）

為山野阪臨時借用的戰車型LBX。
與一般的LBX「布魯德」不同，主要為藍色塗裝，裝備的是長槍及盾牌。
武器：長槍「龍之槍（Dragon Lance）」
　　　盾　「圓盾（Buckler）」
- 海神特靈頓（Triton）

為海道金專用的騎士型LBX，是由CYBER LANCE開發新一代的LBX。
CPU指令處理速度比LBX「芝諾」更高。
武器：大鐵錘「海馬之錨（Seahorse Anchor）」
　　　凝膠　「粘性凝膠（Adhesive Gel）」
攻擊技：「海洋衝擊（Ocean Blast）」
　　　　「盛大長城（Grand Wall）」（在電影中使用）
- 貞德D（Jeanne D）

為潔西卡・凱歐斯專用的槍手型LBX。
武器：手槍　「捕捉手槍（Snap Pistol）」
　　　雷射槍「神光之槍（Luminous Shooter）」（後期添加裝備）
攻擊技：「響尾蛇飛彈8（Sidewinder 8）」
中國最大LBX生產商，LBX均以中國歷史人物命名。
- 劉備（Liu Bei）

為灰原裕也使用中國督軍型的LBX，深受愛好歷史的女玩家歡迎。
特點是在頭部和尾部的火焰裝飾。
市面上的LBX「劉備」一般為藍白色，而灰原裕也的LBX「劉備」為金綠色。
LBX Cosplay大賽（BC EXTRA'S）中，裕也更穿上LBX「劉備」的Cosplay服參賽，最終以壓倒性的攻勢大勝大空弘，奪得冠軍。
（這是由於灰原裕也的聲優為梶裕貴，曾在SD鋼彈三國傳BraveBattleWarriors中聲演「劉備鋼彈」，因而成為惡搞橋段。）
武器：劍「武之劍（Takeshi Sword）」
　　　盾「鏡之盾（Kagami Shield）」
攻擊技：「白虎衝波斬（Byakko Shohazan）」
　　　　「超級能量彈（Hyper Energy Bomb）」(在使用能量槍時)
　　　　「鑽頭斬擊者（Drill Slasher）」（在電影中使用）
- 關羽（Guan Yu）

只出現在遊戲版本，擁有不辱以「軍神」命名的神秘力量。
- 張飛（Zhang Fei）

只出現在遊戲版本，猶如名稱中某位英傑一樣、有足以一人抵抗五萬兵士的實力。
- 楊貴妃（Yang Guifei）

只出現在遊戲版本，冠以古代美人名稱的女性LBX。
亦稱「奥米加達因」，是LBX管理機構。
- 迪庫OZ（Deqoo OZ）

為風摩桐戶專用的士兵型LBX。
外觀上和LBX「迪庫」不同之處，僅在頭部、手臂的設計，和紅色塗裝，內部結構則是幾乎全部更新的大換血。
武器：斧頭「OZ戰斧（OZ Tomahawk）」
　　　盾　「OZ盾（OZ Shield）」
攻擊技：「X十字斬（X Blade）」
- 小丑．桐戶改（Joker Kirito Custom）

為風摩桐戶專用的強襲型LBX。
它結合了LBX「小丑」的紅色頭、LBX「路西法」的紅色身體、LBX「總指揮官」的藍色手臂和LBX「夢魘」的紅色腳部。
武器：鐮刀「新月（Crescent Moon）」
- 破壞王．桐戶改（Hakai-O Kirito Custom）

為風摩桐戶專用的獅子型LBX。
它結合了LBX「破壞王」的紅色頭和紅色身體、LBX「泰坦」的綠色鑽頭和綠色腳部。
武器：鑽頭「泰坦鑽頭（Titan Drill）」
攻擊技：「光速拳．一閃（Kousokuken-Issen）」
- 海蛇（Sea Serpent）

為路由器的水用型LBX。
在肩部和腿部設置水力噴射馬達，增加水中推進力，令水中運動性能卓越。
武器：魚雷「馬林火箭砲（Marine Launcher）」
- I．原型機（Proto I）

原本是山野淳一郎在TINY ORBIT公司工作時設計的試作型LBX，但由於當時找不到能和LBX「I．原型機」搭配的CPU，因此中止了LBX「I．原型機」的開發，最終由OMEGA DAIN公司完成其開發。
最大優點是擁有高次元多關節結構，可做出不同類型的複雜動作；但同時最大缺點是不斷做出複雜動作令數據處理量過高，因此CPU容易過熱而當機。
後來山野淳一郎博士以LBX「I．原型機」為基礎，開發出了LBX「伊卡洛斯．強襲型」和LBX「伊卡洛斯．零式」。
順帶一提，I．原型機的I應該是伊卡洛斯（Ikaros）的縮寫。
武器：來福槍「先進來福槍（Advanced Rifle）」
　　　刀　　「戰鬥刀（Combat Knife）」
　　　雷射槍「神光之槍（Luminous Shooter）」（後期添加裝備）
- 巴斯特（Buster）

為A國的LBX實驗部隊火焰甜心（Fire Sweets）採用的實戰型LBX。
武器：槍「戰鬥槍（Combat Shot）」
- XF-05（XF-05）

為無人操縱的實戰型LBX。
武器：來福槍「弓箭手來福槍IIIβ（Archer Rifle IIIβ）」
　　　機關槍「加格林機槍（Gatling Shot）」
- 宙斯（Zeus）

為檜山真實專用的天神型LBX。
能發動「究極電磁模式（Giga Voltaic Mode）」，在自身周圍產生等離子力場和增加雷電的攻擊力，雷屬性攻擊完全無效。
還可以和「殺戮機械人．天馬」合體，這就是宙斯的「毀滅模式（Destroy Mode）」。
武器：雙頭槍「雷神槍（Keravnos Lance）」
　　　雙刃劍「雷神劍（Keravnos Sword）」
　　　雙頭錘「雷神錘（Keravnos Hammer）」
攻擊技：「上帝復仇（God Nemesis）」
- 獵人牙（Hunter Kiba）

為黑色塗裝的LBX「獵人」。
在第三話中與LBX「鬼女忍者」和LBX「阿基里斯．契約者」一同登場，不過被LBX「密涅瓦」輕易擊敗。
武器：狙擊槍「獠牙步槍（Fang Rifle）」
- 鬼女忍者（Oni Kunoichi）

為黑色塗裝的LBX「女忍者」。
在第三話中與LBX「獵人牙」和LBX「阿基里斯．契約者」一同登場，不過被LBX「密涅瓦」輕易擊敗。
武器：苦無「鬼宮內（Oni Kunai）」
- 暗影路西法（Shadow Lucifer）

為神谷浩介作為奴隸玩家時專用的戰士型LBX，是黑色塗裝的LBX「路西法」。
在第五話中登場，不過被LBX「柏修斯」和LBX「貞德D」輕易擊敗。
武器：劍「地獄之刃（Hell's Edge）」
　　　盾「魔王復仇之盾（Quaser Nemesis Shield）」
- 闇黑潘朵拉（Dark Pandora）

為川村亞美作為奴隸玩家時專用的強襲型LBX，是黑色塗裝的LBX「潘朵拉」。
在第七、八話中與兩台LBX「鬼女忍者」一同登場，不過被LBX「完美ZX3」一同擊敗。
武器：苦無「絕望之刃（Desparate Edge）」
攻擊技：「蒼拳亂擊（Souken-Rangeki）」
- 破壞王．怒愚魔（Hakai-O Dogma）

為郷田半藏作為奴隸玩家時專用的獅子型LBX，是深藍色塗裝的LBX「破壞王絕斗」。
武器：劍　　「破岩刃．怒愚魔（Haganjin Dogma）」
　　　雷射槍「神光之槍（Luminous Shooter）」（後期添加裝備）
攻擊技：「超我王砲（Cho Gao Cannon）」
- 夢魘．恐怖（Nightmare Fear）

為仙道大樹作為奴隸玩家時專用的強襲型LBX，是白色塗裝的LBX「夢魘」。
武器：大權杖「深刻的恐懼（Deep Fear）」
攻擊技：「死神颶刃（Death Scythe Hurricane）」
- 合身鳥混沌（Bibinbird Chaos）

為御宅銀戰士作為奴隸玩家時專用的LBX，是黑色塗裝的LBX「合身鳥X」。
武器：火箭砲「混沌火箭砲（Chaos Lanucher）」
- 血絲帶（Bloody Ribbon）

為黑客軍團領導人山貓作為奴隸玩家時專用的女僕型LBX，是深紅色塗裝的LBX「紅絲帶」。
武器：長劍　「血腥西洋劍（Bloody Rapier）」
　　　雷射槍「神光之槍（Luminous Shooter）」（後期添加裝備）

## 第3季（WARS）
- 多特菲薩（Dot Phasor）

瀨名新、遊戲版玩家專用的LBX。以紅色及米色為主的LBX，使用搏擊型骨架，外型參考吉普車，腳部附有車輪，能夠高速移動。
可以藉由「多功能武裝背包」將武器中的劍及手槍合併成長槍、來福槍及大鐵錘。
在LBX「多特布萊斯萊薩」完成後，改成由鹿島遊乃使用，並改成粉紅色與黃色塗裝。
背包內武器：劍　　「Z 劍（Z-Sword）」
　　　　　　手槍　「Z 槍（Z-Shooter）」
　　　　　　盾　　「Z 盾（Z-Shield）」
　　　　　　長槍　「Z 長槍（Z-Lance）」
　　　　　　來福槍「Z 來福槍（Z-Rifle）」
　　　　　　大鐵錘「Z 重錘（Z-Hammer）」
其他武器：機槍「德特加格林機槍（Dot-Gatling Gun）」（第15集添加裝備）
攻擊技：「衝鋒突擊（Assault Strike）」（利用Z 槍、Z 來福槍、Z 劍、Z 巨刃槍的武器形態轉換來作出多重攻擊）
　　　　「三叉戟（Trident）」
　　　　「鷹眼狙擊（Hawkeye Drive）」
- 多特布萊斯萊薩（Dot Blastrizer）

瀨名新、遊戲版玩家專用的LBX，LBX「多特菲薩」的強化型，由海道金將機體部分系統資料交給川朔夜和古城武，然後由川朔夜與古城武根據資料畫出設計圖並完成，是OVER LOAD專用LBX。
可以藉由「多功能武裝背包」將武器變形成雙刃劍、雙劍及雙手槍。
能發動強化形態「拉格納洛克型態（Ragnarok Phase）」，速度及機動性都會提升至超越對手的水平。
背包內武器：雙刃劍「决斗战刀（Dual Blade）」
　　　　　　雙手槍「爆破麥林手槍（Blast Magnum）」
　　　　　　雙劍　「爆破雙劍（Blast Sword）」
　　　　　　雷射盾「爆破衛兵（Blast Guarder）」
其他武器：爪「可變型之爪（Variable Claw）」（發動拉格納洛克型態時使用）
攻擊技：「永恆之槍（Gungnir）」（在遊戲中瀨名新使用）
　　　　「三重能量彈（Triple Energy Bomb）」（在遊戲中瀨名新使用）
　　　　「射擊之星（Shooting Star）」（在遊戲中玩家使用）
　　　　「噴射水柱切割刀（Aqua Jet Cutter）」（在遊戲中玩家使用）
　　　　「零距離打擊（Zero Range Combat）」（發動拉格納洛克型態時使用）
- 多特布萊斯萊薩 G-EXT（Dot Blastrizer G-EXT）

LBX「多特布萊斯萊薩」和支援戰機「多特鳳凰」的合體型LBX。
攻擊技：「真刀・神威斬（Shintou Kamui）」
　　　　「尖刺飛彈（Stinger Missile）」（在遊戲中使用）
- 多特鳳凰（Dot Phoenix）

LBX「多特布萊斯萊薩」專用的支援戰機。
武器：光束炮「光束加農炮（Beam Cannon）」
　　　軌道炮「軌道加農炮（Rail Cannon）」
　　　飛彈　「尖刺飛彈（Stinger Missile）」
- 華爾·斯柏萊斯（Val Sparos）

星原光專用的LBX。灰藍色忍者型LBX，使用騎士型骨架，外型參考戰鬥機，行動敏捷。
可以藉由「多功能武裝背包」將武器中的三把苦無合併成回力標。
在LBX「華爾·戴霸」完成後，改成由風陣海人使用，並改成紫藍色塗裝。
背包內武器：苦無　「風魔小太刀（Fuuma Kodachi）」
　　　　　　回力標「風魔手裏劍（Fuuma Shuriken）」
其他武器：機關槍「J3雷射機關槍（J3 Beam Machine Gun）」
攻擊技：「三連手裏劍（Sanren Shuriken）」（在遊戲中使用）
　　　　「蒼拳亂擊（Souken-Rangeki）」
- 華爾·戴霸（Val Diver）

星原光專用的LBX。廢除「多功能武裝背包」，更改為背部的大型噴射引擎，可以高速移動以及短時間飛行。
武器：刀「鐵刀・鬼機丸（Tettou Kikimaru）」
攻擊技：「劍刃風暴（Storm Sword）」
- 奧凡（Orvane）

出雲春樹專用的LBX。綠色狼型LBX，使用猛獸型骨架，腳部設定為履帶式，能夠高速移動。
手中的大鐵錘可以跟「多功能武裝背包」合體成加農砲。
在LBX「特萊梵」完成後，改成由磯谷玄堂使用，並改成灰綠色塗裝。
背包內武器：大鐵錘「奧凡大鐵錘（O-Hammer）」
　　　　　　加農砲「奧凡加農砲（O-Cannon）」
攻擊技：「奧凡加農炮 FBM（O-Cannon FBM）」（在遊戲中使用）
- 特萊梵（Trivhine）

出雲春樹專用的LBX，是波野凜子從川朔夜那得到LBX「多特布萊斯萊薩」的資料後，以LBX「奧凡」為主體，然後再加上LBX「多特布萊斯萊薩」部分開發技術後，由川朔夜及波野凜子完成的新型LBX。
由於是以LBX「奧凡」為原型開發出來的，所以在外表上與LBX「奧凡」有不少共同點。
武器：爪「加農炮之爪（Cannon Claw）」
攻擊技：「特萊加農炮（Tri Cannon）」
- 塞壬（Siren）

希臘神話中人首鳥身的海妖，使用強襲型骨架，杰諾克勢力（第四小隊）／哈尼斯勢力（第三小隊）女性泛用的LBX。
武器：機關槍「J3雷射機關槍（J3 Beam Machine Gun）」
- DC進擊者（DC Offenser）

杰諾克／哈尼斯勢力普遍使用的LBX，外貌酷似神谷重工開發的LBX「迪庫」，搏擊型骨架上使用泛用關節，有更好的攻擊力。
武器：機關槍「J3雷射機關槍（J3 Beam Machine Gun）」
攻擊技：「超級能量彈（Hyper Energy Bomb）」
- DC勇者（DC Braver）

杰諾克／哈尼斯勢力普遍使用的LBX，和LBX「DC進擊者」腿部的設計不同，有更好的機動性。
武器：機關槍「J3雷射機關槍（J3 Beam Machine Gun）」
- DC中斷者（DC Aerial）

杰諾克／哈尼斯勢力普遍使用的LBX，和LBX「DC進擊者」手部、腳部的設計不同，手部以鉗型代替、腳部是車輪狀，有更好的地對空能力。
- 吸血貓·米利塔斯（Vampire Cat Militas）

古城武以LBX「吸血貓」為藍本製造的測試型LBX，由瀨名新擔任測試玩家。
武器：劍「Z 劍（Z-Sword）」
　　　盾「Z 盾（Z-Shield）」
- 馬格納奧爾塔斯（Magna Orthus）

法條無樂專用的LBX。由於“杰諾克”第一小隊得到了新的LBX，僅靠“罔塔・伊澤爾法”的機能已經無法與其對抗，因此木場影斗於第27話向無樂提議開發新的LBX，而這台“馬格納奧爾塔斯”，就是木場影斗為了對抗“多特布萊斯萊蕯”、“特萊梵”以及“華爾戴霸”為無樂設計的LBX，但在開發期間一度遭遇瓶頸，導致此機直到無樂跟他的小隊因故必須轉移陣營到“杰諾克”之前都沒能開發完成，在加入“杰諾克”後木場影斗更是因為好勝心作祟而拒絕接受“杰諾克”其他機械師的幫忙，因此開發動作曾一度停滯，直到後來木場影斗被仙道清花說服而讓她幫忙開發為止。在各方面的能力都比“罔塔・伊澤爾法”還要強大，還有“多重加速器”令它擁有讓許多LBX都望塵莫及的加速能力，但“多重加速器”有著啟動時會延遲一段時間而讓敵人有機可趁的缺點，因此在操控上有一定的難度。
武器：劍「馬格納斯之刀（Magnas Blade）」
　　　盾「馬格納斯之盾（Magnas Shield）」
攻擊技：「災難驅動攻擊（Catastrophe Drive）」
- 格雷里奧（Greilio）

羅修斯聯合的量產型米黃色LBX。
武器：火箭砲「RL-3刺針（RL-3 Stinger）」
- 罔塔（Gunther）

羅修斯聯合的指揮官型白色LBX，外型與LBX「格雷里奧」十分相似，小隊隊長使用。
安德烈‧格雷戈里「灰色猛獸」（Grey Beast）的LBX「罔塔」是灰色。
武器：火箭砲「RL-3刺針（RL-3 Stinger）」
　　　短劍　「貝利亞之刃（Belial Edge）」（劍菱渡機第28集使用）
- 罔塔·伊澤爾法（Gunther Yzelphar）

法條無樂專用的LBX，罔塔的強化型，全身紫色，外型與罔塔十分相似。
腿部和背部推進器已得到強化，機動性上升可以令機體懸浮移動，所以機動性和速度高得驚人。
加上是校園史上最強的LBX，沒有人能在單獨對戰下勝出，因而被稱為「紫色惡魔」（Violet Devil）。
武器：長劍　「貝利亞之刀（Belial Blade）」
　　　短劍　「貝利亞之刃（Belial Edge）」
　　　火箭砲「RL-3刺針（RL-3 Stinger）」（第14集添加裝備）
　　　來福槍「貝利亞來福槍（Belial Rifle）」（第17集添加裝備）
　　　盾牌　「巨人盾牌（Gigant Shield）」（第17集添加裝備）
攻擊技：「超級能量彈（Hyper Energy Bomb）」
- 格里芬（Griffon）

羅修斯聯合的量產型LBX。
有藍色或泥黃色兩種機體，藍色是死亡阿拉斯兄弟專用機，泥黃色則是泛用型。
名字取自希臘神話中的獅鷲獸。
武器：火箭砲「RL-3刺針（RL-3 Stinger）」
- 古爾澤昂（Gruxeon）

伊丹京次專用的LBX。擁有飛行能力、推進器機能。
頭部、機身結構和LBX「多特菲薩」的外形非常相似，武器能變形為鐮刀或來福槍。
武器：鐮刀　「地獄鐮刀（Hell Scythe）」
　　　來福槍「地獄衝擊波（Hell Blaster）」
攻擊技：「十字大屠殺（Genocide Cross）」（在遊戲中敵人使用）
- 嘉利帕（Caliper）

- 戈爾德（Gordo）

- 幻影（Phantom）

賽雷迪‧克萊斯專用的LBX。
擁有飛行能力、光學迷彩、推進器、強力的光束砲機能。
武器：槍「惡魔之槍（Demon Lance）」
攻擊技：「深紅斬擊（Crimson Slash）」（在遊戲中敵人使用）
　　　　「千重標槍（Thousand Javelin）」（在遊戲中敵人使用）
- D・艾澤爾迪（D Ezeldee）

Wars的最終反派機體，賽雷迪‧克萊斯專用的LBX，LBX「幻影」的真正形態。
機身已輕量化，機動性已得到上升。所有浮游砲可使用於全範圍攻擊。
武器：浮游砲「浮游砲（Bit）」
攻擊技：「飛劍浮游砲（Sword Bit）」（在遊戲中敵人使用）
　　　　「激光浮游砲（Bit Laser）」（在遊戲中敵人使用）
　　　　「反射浮游砲（Reflect Bit）」（在遊戲中敵人使用）
　　　　「默示錄（Apocalypse）」（在遊戲中敵人使用）
- 奧丁‧米利塔斯（Odin Militas）

菜昂納德用的量產型LBX，LBX「奧丁」的量產型。
武器：手槍「GP5K（GP5K）」
攻擊技：「噴流衝擊（JET Striker）」（飛行模式時使用）
- 甲士．大師（Kabuto Maestro）

為猿田教官專用的武將型LBX，LBX「甲士」的改良型。
武器：長竹劍「長竹劍（Long Bamboo）」
　　　短竹劍「短竹劍（Short Bamboo）」
- 阿基里斯．契約者（Achilles·Deed）

為瀨名新入學前使用的騎士型LBX，除了塗裝改為白色和深藍色外，武器配置也改為雙劍。
武器：劍「闊劍（Broad Sword）」
　　　劍「破壞劍（Buster Sword）」
攻擊技：「宇宙斬擊（Cosmo Slash）」